# 约翰·贺尔·格莱斯顿
约翰·贺尔·格莱斯顿（英語：John Hall Gladstone，1827年3月7日—1902年10月6日）是一位英国化学家，在1874至1876年间担任伦敦物理学会会长，1877至1879年间担任伦敦化学学会会长。除了化学，他最著名的论文之一是关于橡胶的溴化，他还在光学和光谱学方面进行了开创性的工作。